# Маматово (Татарстан)
Маматово — опустевшая деревня в Лаишевском районе Татарстана. Входит в состав Среднедевятовского сельского поселения.

## География
Находится в западной части Татарстана на расстоянии приблизительно 19 км по прямой на северо-восток от районного центра города Лаишево у речки Брысса.

## История
Основана в период Казанского ханства. Первоначальное название Икимень (Искимень) держалось до начала XVIII века. Деревня принадлежала одновременно нескольким дворянским родам, среди которых были и предки Бутлерова. Ныне запустела.

## Население
Постоянных жителей было: в 1646 — 208, в 1782 — 233 (души мужского пола), в 1859 — 139, в 1897 — 212, в 1908 — 231, в 1920 — 157, в 1926 — 180, в 1938 — 186, в 1949 — 182, в 1958 — 102, в 1970 — 94, в 1979 — 38, в 1989 — 17, в 2002 — 1 (русские 100 %), 1 в 2010.